# 보량국

보량국의 로고

보량국(Po Leung Kuk, 保良局)은 홍콩의 자선조직으로 고아 후원, 교육 제공 등을 한다.

## 역사
19세기 후반 홍콩에서 여성과 아동 납치가 흔했다. 1878년 11월 8일 현지 중국인들이 홍콩 총독 존 포프 헤네시에게 보량국을 세워 납치 피해자들을 구할 수 있도록 탄원서를 냈고 1882년 8월 공식적으로 조직됐다.
오늘날 보량국은 의료를 포함한 사회, 교육, 재활용 센터, 레크리에이션, 문화를 포함한 다양한 분야에서 자선 활동을 하는 300개 이상의 부서가 있다.

## 사진

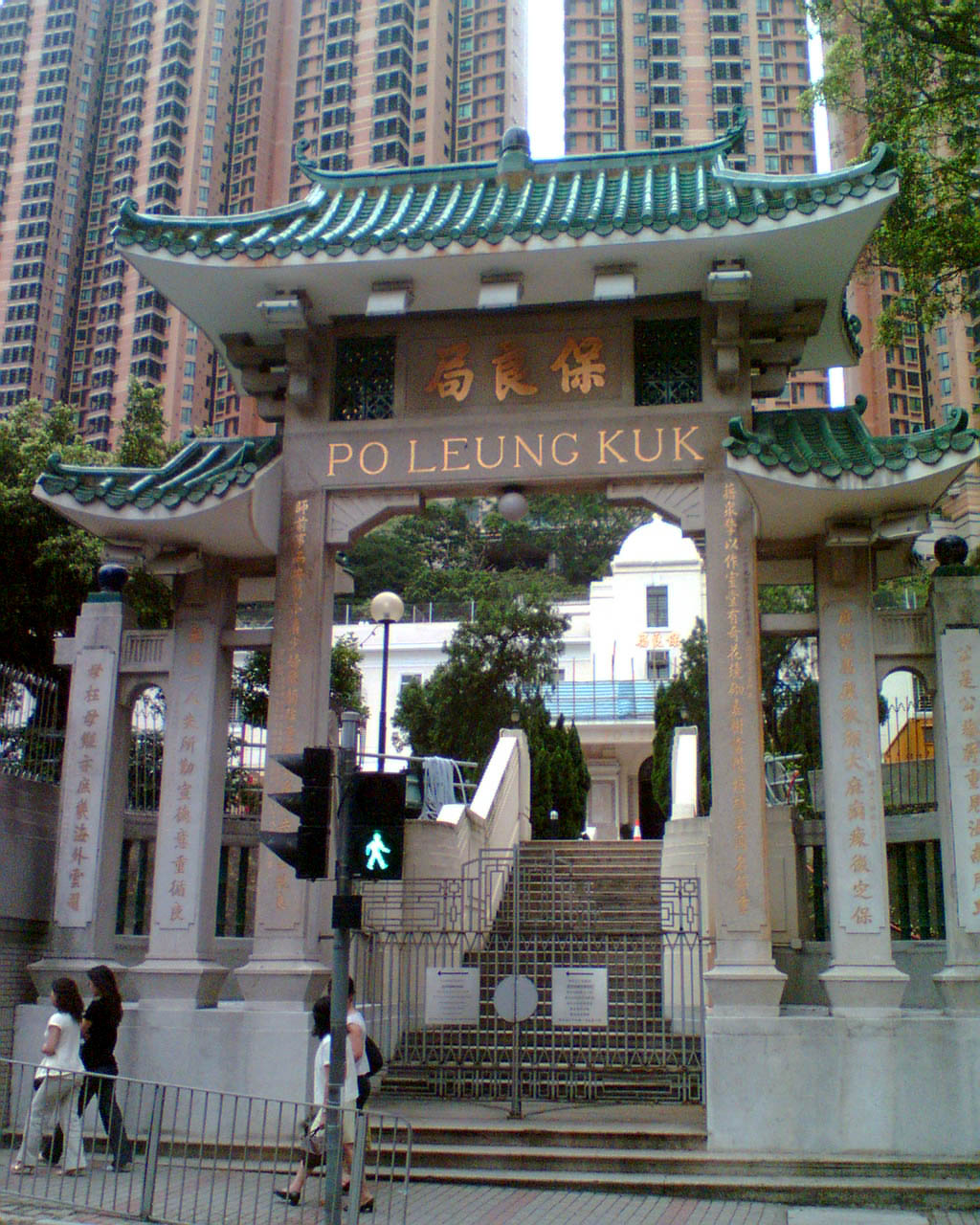
보량국
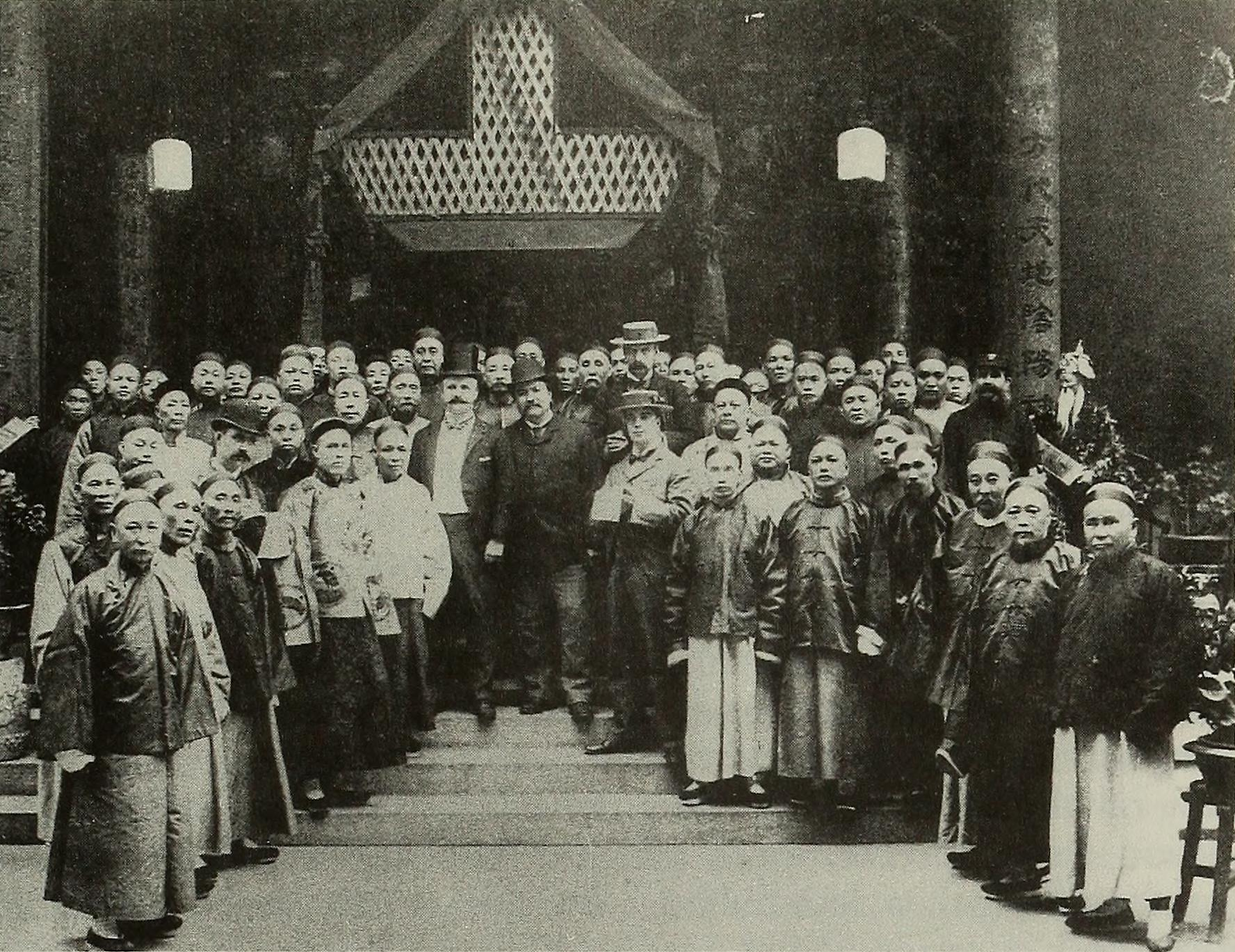
1896년 보량국 개관식에서 호카이와 보정사 제임스 스튜어트 록하트